# Vasile Mândroviceanu
Vasile Mândroviceanu (n. 26 noiembrie 1941, Dumbrăvești, Prahova) este un fost deputat român în legislaturile 1992-1996, 1996-2000 și 2000-2004, ales în județul Suceava. În legislatura 1992-1996, Vasile Mândroveanu a fost ales pe listele Partidului Alianței Civile, a trecut la Partiul Liberal iar din martie 1995 a devenit deputat independent. În legislatura 1996-2000, Vasile Mândroviceanu a fost ales pe listele PNL și a fost membru în grupurile parlamentare de prietenie cu Republica Polonă și Georgia. În legislatura 2000-2004, Vasile Mândroviceanu a fost ales pe listele PNL iar din martie 2001 a devenit deputat neafiliat. Vasile Mândroviceanu a absolvit Facultatea de Mecanică din Iași în 1970 și Facultatea de Științe Economice din Iași în 1976. 